# Яшун-Б'алам III
Яшун-Б'алам III (д/н—681) — ахав Па'чана у 629—681 роках.

## Життєпис
Син ахава К'ініч-Татб'у-Холя III. Успадкував трон у 629 році. Церемонія інтронізації відбулася в день 9.9.16.10.13, 9 Бен 16 Яш (18 вересня 629 року). Історія його правління реконструюється виключно на підставі ретроспективних згадок, а також монументів.
Більшу частину володарювання займався боротьбою з царством Йокіб-К'ін. В день 9.10.6.7.4, 4 К'ан 17 Соц' (20 травня 639 року) Яшун-Б'алам III завдав поразки йокібському війську. У 640-х роках втрутився у династичну боротьбу в Шукальнаахському царстві.
У день 9.10.14.13.0, 10 Ахав 13 Моль (2 серпня 647 року) Яшун-Б'алам III захопив у полон Шукууб'-Чан-Ака, ахава Хіш-Віца (городище Сапоте-Бобаль). У 653 році війська па'чанського царя зазнали поразки від Йокіба. В день 9.11.1.1.16, 5 Кіб 19 Мак (14 листопада 653 року) Яшун-Б'алам прибув до двору Іцам-К'ан-Ака III, царя Йокіба і 9.11.1.2.19, 2 Кавак 2 Муваан (7 грудня 653 року) був коронований як васал царства Йокіб-К'іна.
У 668 році він остаточно підкорив царство Ках, приєднавши його до своєї держави. З цього моменту правителі Па'чана стали йменувалися Священними володарями Па'чана і Каха.
У лютому 669 року Яшун-Б'алам III відсвяткував два 20-річчя з дня свого воцаріння, це остання згадка про його володарювання. Про подальшу діяльність цього ахава немає відомостей. Помер у 681 році, владу успадкував його син Іцамнаах-Б'алам III.